# Aeropuerto de Saga
El aeropuerto de Saga ( en inglés: Saga Airport, 佐賀空港 (Saga-kūkō?) (IATA: HSG, OACI: RJFS) es un aeropuerto en el área de Kawasoe, Prefectura de Saga, Japón. También utiliza el nombre no oficial de Aeropuerto Internacional de Kyushu Saga. Se encuentra a orillas del mar de Ariake, en un pólder, a 35 minutos en autobús de la estación JR de Saga.

## Historia

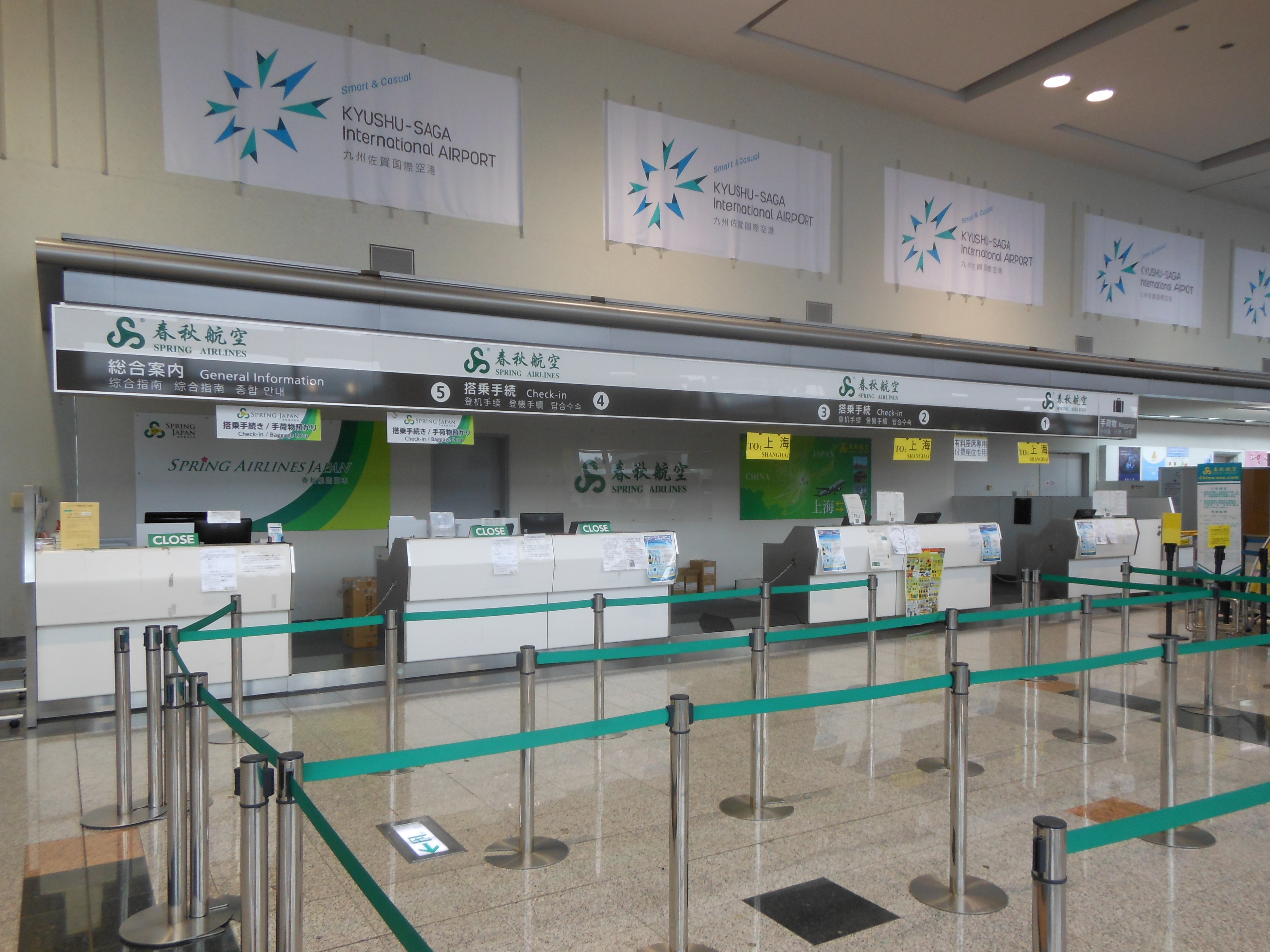
Línea de check-in de Spring Airlines en el aeropuerto de Saga

El aeropuerto de Saga comenzó a construirse en 1992, tras muchos años de estudios y negociaciones,y abrió sus puertas en julio de 1998, con horarios inicialmente limitados de 8.30 a las 8.00 p.m. Al inicio del aeropuerto, All Nippon Airways operaba vuelos a Tokio, Osaka y Nagoya y Japan Air System operaba un vuelo diario a Osaka, servicio que se suspendió en septiembre de 2001; por su parte, All Nippon Airways (ANA) suspendió los servicios a Nagoya en febrero de 2003 y a Osaka en enero de 2011.
En el caso de la Prefectura de Saga, la Comisión considera que la ayuda estatal es una ayuda estatal a los aeropuertos de la Unión. En el año fiscal 2011, estos subsidios totalizaron 4,2 mil millones de yenes, mientras que las tarifas de aterrizaje a pagar a la prefectura habían sido reducidas a un tercio de su nivel original. El gobierno prefectural también se embarcó en un esfuerzo promocional dirigido a los operadores extranjeros de bajo costo.
En 2004, las horas del aeropuerto se extendieron para permitir el servicio entre la medianoche y las 4 a.m., y ANA comenzó el servicio de carga durante la noche entre Saga y Tokio, inicialmente utilizando aviones de pasajeros, pero cambiando a aviones de carga Boeing 767 en 2006. El vuelo es utilizado por los servicios de entrega durante la noche para enviar paquetes desde y hacia destinos en Kyushu.
El aeropuerto recibió 313.200 pasajeros nacionales en 2012. También ha acogido vuelos charter a varios destinos nacionales e internacionales. Se construyeron nuevas instalaciones para pasajeros internacionales en 2013.  En 2013, el aeropuerto de Saga fue candidato para recibir vuelos desde el saturado aeropuerto de Haneda, pero su oferta fue rechazada por el gobierno debido a la proximidad del aeropuerto de Fukuoka.
El aeropuerto adoptó el nombre de "Kyūshū Saga International Airport" en enero de 2016 con el fin de mejorar su atractivo para las aerolíneas extranjeras, en particular las aerolíneas asiáticas de bajo coste, como puerta de entrada a otros destinos en Kyushu.

## Aerolíneas y destinos

### Pasajeros
| Aerolíneas         | Destinos        |
| ------------------ | --------------- |
| All Nippon Airways | Tokio–Haneda    |
| Spring Airlines    | Shanghái–Pudong |
| Tigerair Taiwan    | Taipéi–Taoyuan  |
| T'way Air          | Seúl–Incheon    |

### Cargo
| Aerolíneas | Destinos                     |
| ---------- | ---------------------------- |
| ANA Cargo  | Tokio–Haneda[cita requerida] |

## Estación militar
A finales de 2014, el Ministerio de Defensa nipón valoró el aeropuerto de Saga como ubicación principal para la flota 17 V-22 de la Fuerza Terrestre de Autodefensa de Japón (JGSDF). Incluso se barajó una variante marítima (ASW/SAR) para la Fuerza Marítima de Autodefensa de Japón (FMSD). Mientras tanto, los aviones de las Fuerzas de Autodefensa de Japón en general están haciendo un uso cada vez mayor del aeropuerto de Saga debido a las continuas tensiones regionales con Corea del Norte.